# El patriotismo es el último refugio de un canalla

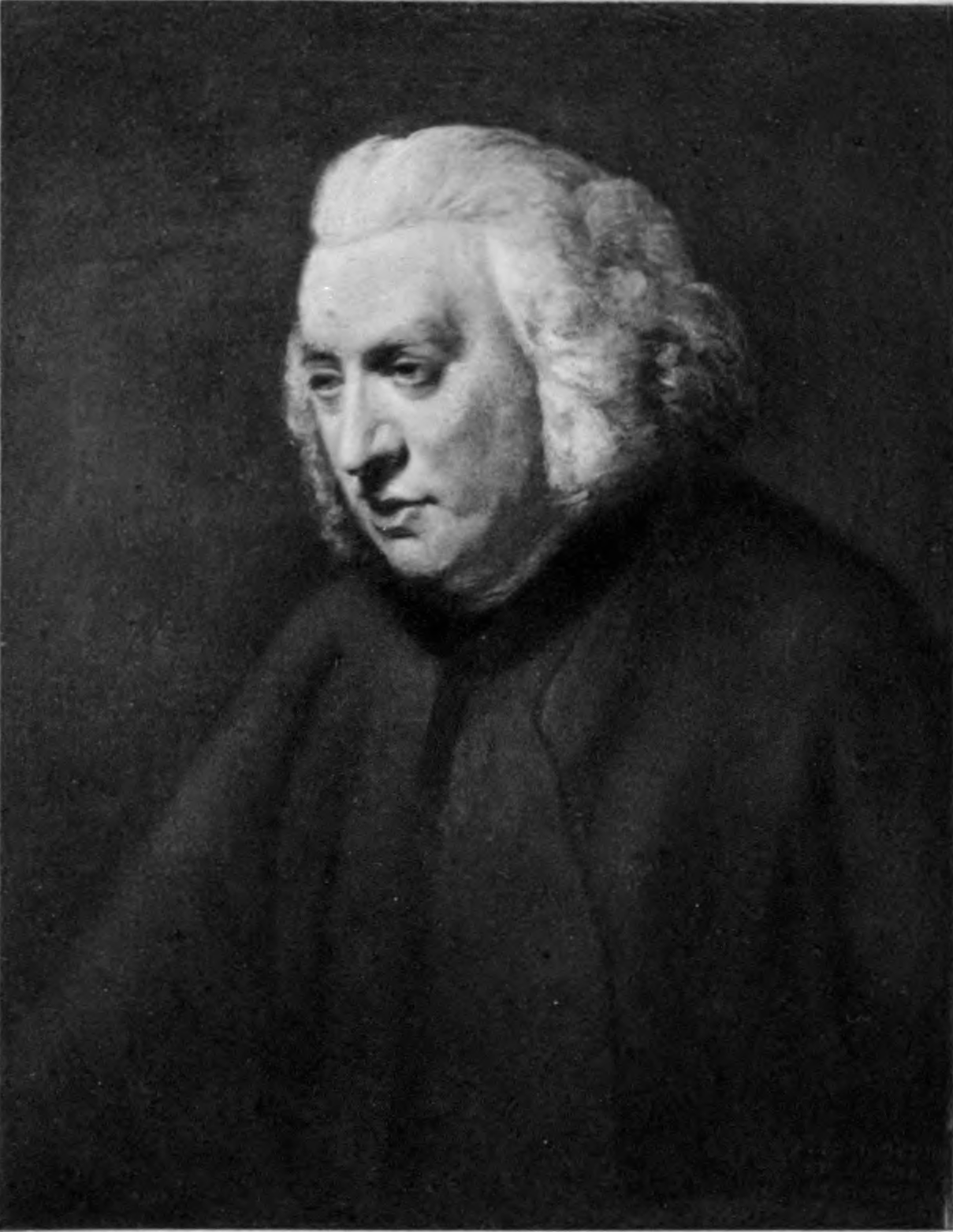
La frase se atribuye al escritor inglés Samuel Johnson.

«El patriotismo es el último refugio de un canalla», también reproducida como «El patriotismo es el último refugio de un sinvergüenza» (originalmente en inglés: Patriotism is the last refuge of a scoundrel), es una conocida frase del escritor inglés Samuel Johnson.

## Origen
La frase fue registrada por el amigo y alumno de Samuel Johnson, James Boswell, en Life of Samuel Johnson, ampliamente reconocida como la mejor biografía jamás escrita en idioma inglés. Habría sido entregado la tarde del 7 de abril de 1775.

## Significado
En su entrada inicial, Boswell comentó que Johnson no se refería al «amor real y generoso» por la patria, sino al «presunto patriotismo que tantos, en todas las épocas y países, han usado como un manto para sus propios intereses».
La frase de Johnson se refería más bien a canallas o sinvergüenzas y no al patriotismo en particular. En un nivel más superficial, señala que el patriotismo es un concepto que puede ser fácilmente manipulado y por todo tipo de individuos; al presentarse como patriotas, incluso los canallas o sinvergüenzas pueden prosperar. En un nivel más profundo, se refiere a la pronunciada tendencia de los canallas, cuando son confrontados sobre sus ideales, a demostrar una falsa devoción patriótica para explotar el sentimiento del otro y así promover sus intereses y protegerse a los ojos del público.